# Berczeller László

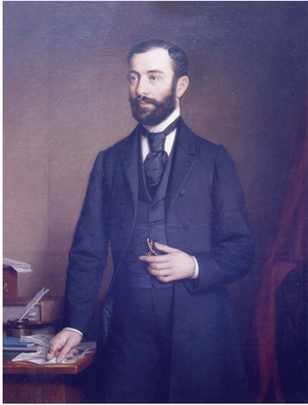
Nagyapja, Deutsch Sámuel, Barabás Miklós festményén

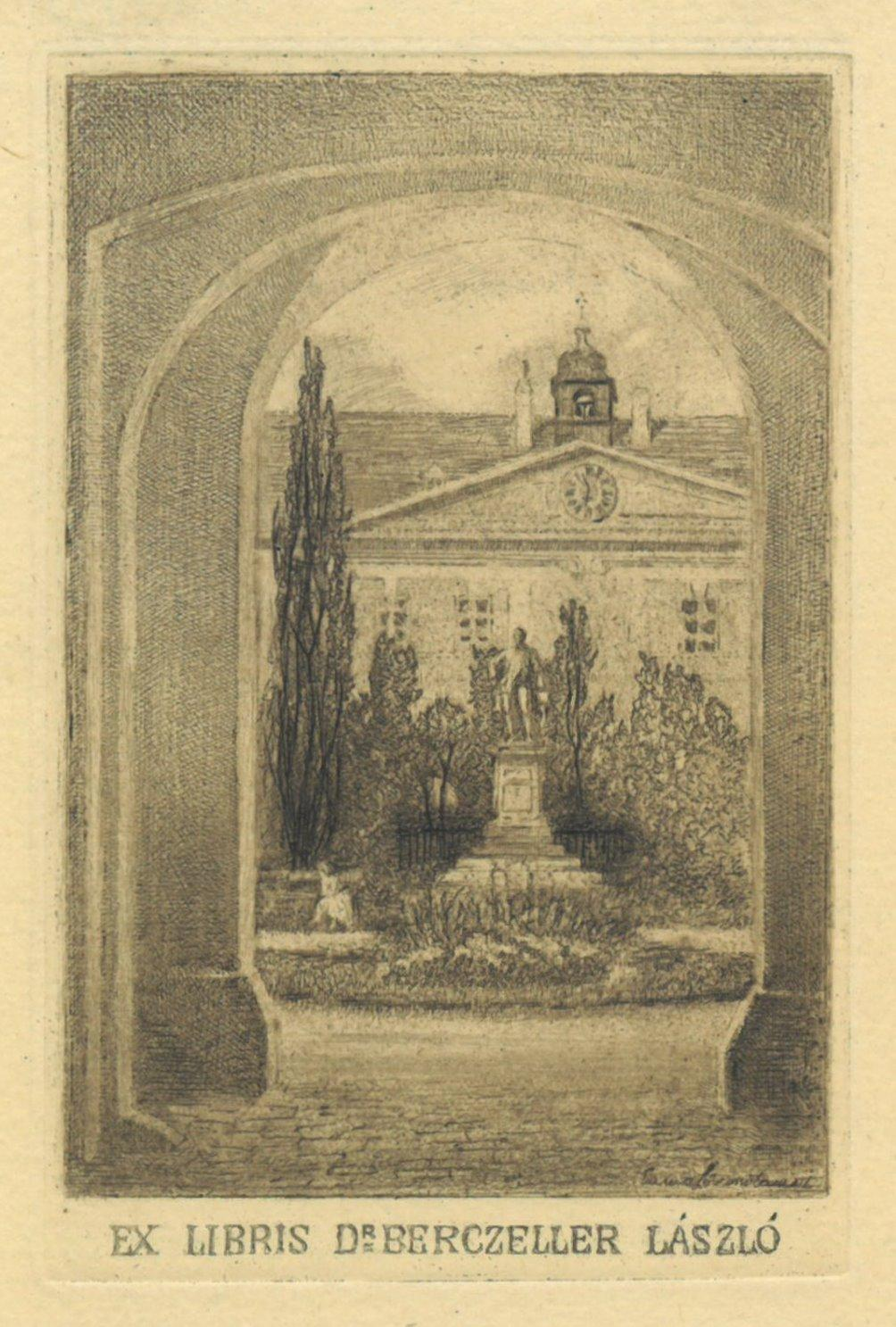
Emma Löwenstamm ex librise Berczeller László számára, 1910 körül

Berczeller László (Budapest, 1890. augusztus 9. – Sainte-Maurice, 1955. november 14.) magyar orvos, biokémikus. Elsősorban szójával dolgozott, és Európában a szójaalapú élelmiszerek egyik legfontosabb úttörőjeként tartják számon.

## Életpályája
Egy zsidó család legidősebb fiaként született. Édesapja Berczeller Imre (1861–1936) szülész-nőgyógyász, kórházi főorvos volt. Édesanyja Deutsch Jozefa (1866–1928), Deutsch Sámuel gazdag kereskedő lánya. Öccsei a Pál és Antal utónevet kapták. Középiskolai tanulmányait 1900 és 1908 között a Magyar Királyi Tanárképző-Intézeti Gyakorló Főgimnáziumban végezte, majd felvételt nyert a Budapesti Tudományegyetem Orvostudományi Karára, ahol 1914-ben szerezte meg orvosi oklevelét. Az Általános Kór- és Gyógytani Intézet gyakornoka volt, majd az Élettani Intézet tanársegédje lett. Az első világháború idején, 1914 októberében segédorvossá nevezték ki, majd megkapta a főorvosi előléptetést is. A Magyar Tudományos Akadémia a felszíni feszültség biológiai jelentőségéről szóló munkáját 1918-ban Rózsay-díjjal jutalmazta. 1918. február 1-jén a bécsi Stadttempelben feleségül vette Buchwald Zelmát, Buchwald Ignác és Jeiteles Róza lányát. Gyermekük nem született.
Érdeklődését a szójabab Berlinben keltette fel 1913-ban, ahol részt vett egy Japán Klubban tartott „szója-vacsorán”, és beszélgetésbe elegyedett egy japán professzorral, akitől első ízben értesült a szójaalapú élelmiszerekről. 1914-ben a Budapesti Tudományegyetem Orvostudományi Karának biokémia magántanára lett. Az első világháború kitörése után – feltehetőleg Bécsben – a kormány alkalmazásában állt. Ezután 1920-ig Wasserman doktornál dolgozott Bécsben, majd asszisztensi pozíciót töltött be Franz Tangel professzornál. Feltehetően a Bécsi Egyetem Élettani Intézetében végzett munkája során szerzett tudomást Friedrich Haberlandt munkásságáról, aki a szójával is foglalkozott.
1920 márciusa körül Robert Graham vegyésszel dolgozott együtt, akit különösen érdekeltek az európai és oroszországi éhínség enyhítésének lehetőségei szójaliszt felhasználásával. Nem világos, hogy a két férfi közül melyik tudott többet a szójatermékekről, és melyikük érdeklődése volt nagyobb a szójatermékek iránt. Mindenesetre Berczeller 1921-ben benyújtotta első szójával kapcsolatos szabadalmi kérelmét Ausztriában. A szabadalmat 1927-ben hagyták jóvá 106 346 számon. Berczeller és Graham 1921. január 26-án német szabadalmat kért és 1924. november 16-án kapták meg 406 170 szám alatt. Szintén 1921-ben a már Ausztriába visszatérő Berczeller szabadalmat kért szójababból kevert kenyér előállítására. 1924. június 25-én kapta meg 97 252 szám alatt. Különböző országokban további szabadalmi bejelentések és jóváhagyások következtek. Berczeller, Graham és munkatársaik először szójatejet, szójalisztet és szójalisztet tartalmazó kenyeret fejlesztettek ki. Mindegyik terméknek nevet adtak, amelyben a manna szó szerepelt, és Berczeller 1921-től számos publikációt is megjelentetett ezekről az élelmiszerekről. Kiemelte termékeinek alacsony gyártási költségeit és magas tápértékét. Grahammel végzett munkája konfliktushoz vezetett az egyetemmel. Már 1920-ban megrovásban részesítették, mert nem látta el kellőképpen egyetemi feladatait. 1921 májusában fel kellett adnia egyetemi állását, és ettől kezdve kizárólag a szójaételekkel foglalkozott. 1923 körül úgy tűnik, elvált Grahamtől, és egyedül folytatta a munkát. Szójalisztjét az 1920-as és 1930-as években egyöntetűen a legjobbnak ismerték el a piacon. A megtisztított szójababot 12-15 percig gőzölték, majd megszárították, hántolták és őrölték. A liszt 20 hónapig szobahőmérsékleten eltartható volt, és nem volt mellékíze.
Berczeller folytatta ennek a gyártási folyamatnak a fejlesztését, és az 1920-as években elkezdte bejárni a világot, hogy a szójaételeket népszerűsítse. Kiterjedt nyelvtudása jó szolgálatot tett számára. 1924-ben például Winston Churchill is helyet foglalt közönsége soraiban. 1926-ban és 1930-ban a Szovjetunióban járt, ahol megkapta a Vörös Hadsereg tiszteletbeli tábornoka címet. 1927-ben az olasz hadügyminisztérium létrehozta a Commissione per lo Studio della Soja-t; 1929-ben megvitatta Benito Mussolinivel a szójaliszt bevezetésére vonatkozó terveit a polenta és a kenyér gyártásában, és felvette a kapcsolatot a francia kormánnyal is. További kapcsolatai voltak Joszif Sztálinnal, Dorothy Thompsonnal és számos más magas rangú katonatiszttel szerte a világon. Hosszú ideig tartózkodott Londonban, és Romániába, Bulgáriába, Jugoszláviába és Portugáliába is eljutott, hogy népszerűsítse a szójatáplálkozást.
Ennek ellenére ellenállással és haraggal kellett megküzdenie. A konzervatív gondolkodású embereket nem lehetett olyan könnyen rávenni, hogy étrendjüket nagyrészt szójatermékekre cseréljék. Problémát jelentettek azok a vállalatok is, amelyek saját gyártási folyamatokat fejlesztettek ki. Az 1930-as években több pert is elveszített, melyeket licencdíjak megfizetése miatt indított. 1934-ben pert nyert a hamburgi Hansa malom ellen, amely többek között az általa 1928-ban kitalált „Edelsoja” kifejezést használta. 1932-ben Hans Weiss – aki sokáig a Bad Honnef-i Német Élelmiszerjogi és Élelmiszer-oktatási Szövetség jól ismert vezetője volt – és néhány barátja kidolgozta a szójatermékek németországi gyártásának és értékesítésének ötletét. Ebből a célból még abban az évben megalapították az Edelsoja céget, amelyet a következő 40 évben Walter Klein vezetett. Nem világos, hogy Berczeller és e cég vezetői között milyen kapcsolat állt fenn, illetve hogy hogyan szerezték meg Berczellertől az „Edelsoja” név használatának jogát. Berczeller az egyik alapító volt-e? Részvényes volt-e? Tanácsadó volt-e? Mindenesetre számos, szójaliszt alapú termékét a cég forgalmazta, és kiváló minőségüket széles körben elismerték.
1934-ben felesége, aki meggyőződéses nemzetiszocialistává vált, elvált tőle. Valószínűleg később Soulange Berczeller néven dolgozott a Meals for Millions-nél Kaliforniában.
A sors iróniájának tekinthető, hogy Berczeller éhező emberiségért végzett munkája éppen a nemzetiszocializmusnak kedvezett: Nem sokkal Hitler hatalomra kerülése után az I. G. Farben engedélyt szerzett Berczellertől Németországra, Ausztriára és valószínűleg más országokra vonatkozóan is. A második világháború előtt Németország körülbelül egymillió tonna szójababot importált, melynek nagy részét Berczeller módszerével dolgozták fel. De a háborúban későbbi ellenfeleik, a franciák is ellátták magukat a Berczeller-féle szójatermékekkel. 1939 októberében meghívást kapott Franciaországba, hogy fokozza a szójababtermelést Dél-Franciaországban, azonban a német invázió véget vetett ennek a munkának. Berczeller zsidó származása miatt bujkálni kényszerült 1945 tavaszáig, a felszabadulásáig. Időnként a Quaker Aid Service támogatta, de 1945-re mégis alultápláltság szenvedett, és számos betegség kínozta. A háború utáni időszakban, amikor a szóját egész nemzetek alultápláltságának leküzdésére kellett volna felhasználni, nem tudott sokban hozzájárulni. Soha nem kapott kártérítést a németek által a Harmadik Birodalom idején használt szabadalmakért.
1948-ban Svájcban megműtötték tüdősipoly miatt, de hamarosan újabb egészségügyi problémái lettek. 1949-ben összeesett a párizsi metrón, és kórházba szállították. 1951-ben egy Saint Remy-i pszichiátriai klinikára került, 1953-ban pedig a svájci Maison de Santé de Saint-Maurice-ban kezelték, ahol Henri Baruk professzor látta el. Megnyilatkozásait helyenként megalomániás vagy perlekedő téves eszméknek értékelhették, mivel személyiségzavarról, paranoiás és perlekedő tendenciákról számoltak be kórtörténetében. Mivel nem állt rendelkezésre pénz az idősek otthonában való elhelyezésére, úgy tűnik, véglegesen az elmegyógyintézetbe került. Ott meglátogatta Clive McCay, a Cornell Egyetem szójaszakértője. Később beszámolt arról, hogy Verzar professzor a Bázeli Egyetemről felhívást intézett hozzá, hogy a szójaipartól kérjen támogatást Berczeller számára, hogy megfelelő körülmények közé kerülhessen. McCay már a kezdetektől pesszimista volt, és szomorú jóslatai beigazolódtak: felhívására egyetlen válasz érkezett. Összesen tíz dollárt ajánlottak fel Berczeller méltó nyugdíjazására.
Öt évre ingyenes sírhelyet kapott az intézmény temetőjében. 1967-ben az életrajzírója, Arnould által finanszírozott sírba helyezték. 1974-ben Párizs városa állandó temetkezési helyet keresett Berczeller Lászlónak, aki az éhezés felszámolását tűzte ki célul a világban.

## Utóhatása
Az Edelsoja-t továbbra is a Hamburger Edelsoja GmbH értékesíti Németországban. Berczellert nem említik meg a cég történetében. Winkler 1947 óta gyártott szójalisztet Bécsben; de nem tudni, hogy Berczeller módszereit alkalmazta-e. A Soybean Digest 1944. márciusi cikke It Begin in Vienna címmel foglalta össze Berczeller és termékei történetét. Berczeller barátja, Arnould 1960-ban publikálta a szójarajongó első életrajzi összefoglalóját. A Revue d'Histoire de la Medicine Hebraique decemberi számában jelent meg a 153–168. oldalon. Henri Baruk egy másik Berczeller-életrajzot közölt a Histoire des Sciences Medicales című folyóiratban 1974 áprilisában/júniusában, a 235–239. oldalon.
Az Einstein Archives Online négy 1931-es levelét dokumentálja, melyeket Albert Einsteinnek írt.

## Művei
- Stalagmometrische Studien an kolloiden und krystalloiden Lösungen I-III. (Biochemische Zeitschrift, 1913)
- Vizsgálatok a sók hatásáról oldatok felületi feszültségére. (Mathematikai és Természettudományi Értesítő, 1913)
- Diffusio a felszínbe (Mathematikai és Természettudományi Értesítő, 1914)
- Néhány élettanilag fontosabb felszíni jelenségről (Magyar Orvosi Archivum, 1914)
- Az adsorptióról. Hetényi Istvánnal (Magyar Orvosi Archivum, 1916)
- Mikromethodus a Wassermann-reactio elvégzésére (Orvosi Hetilap, 1916, 41.)
- Physikai-chemiai vizsgálatok a Wassermann reactiora vonatkozólag (Magyar Orvosi Archivum, 1917)
- Az adszorpcióról (Magyar Chemiai Folyóirat, 1918, 24.)
- A tápszerhatástan közgazdasági vonatkozásai (Közgazdasági Szemle, 1922)
- Tápszereink biológiai értékeléséről (Gyógyászat, 1922, 7–14.)
- A vérkeringés peripheriás mechanismusa (Gyógyászat, 1923, 46.)
- A szója közélelmezési jelentőségéről (Gyógyászat, 1926, 16.)
- A termelési és külkereskedelmi statisztikák jelentősége a népélelmezési adatok gyűjtése szempontjából. Frankfurter Pállal (Gyógyászat, 1927, 24.)
- A külföldi élelmezési kutató intézetek (Gyógyászat, 1927, 45.)
- A népélelmezés a biochémia szempontjából (Technikai Kurír, 1937, 7.)

## Fordítás
- Ez a szócikk részben vagy egészben  a   László Berczeller című német Wikipédia-szócikk ezen változatának fordításán alapul.  Az eredeti cikk szerkesztőit annak laptörténete sorolja fel. Ez a jelzés csupán a megfogalmazás eredetét és a szerzői jogokat jelzi, nem szolgál a cikkben szereplő információk forrásmegjelöléseként.